# Idzsongbu (intézmény)
Az Idzsongbu (hangul: 의정부, handzsa: 議政府, RR: Uijeongbu) Csoszon közigazgatásának legfőbb szerve volt, magyarra  Állami Tanácsként lehet fordítani. Élén a jongidzsong (jeonguijeong) (영의정), a főminiszter (vagy főtanácsos) állt, és két másik fontos tagja volt, a csvaidzsong (jwauijeong) (좌의정, „bal oldali miniszter” vagy „második miniszter”) és az uidzsong (uuijeong) (우의정, „jobb oldali miniszter” vagy „harmadik miniszter”). Hármójukat úgy is nevezték, szamdzsongszung (samjeongseung) (삼정승, „a három magas rangú tisztviselő”).
Rajtuk kívül még négy tanácsos tartozott a hivatalhoz, nekik azonban nem volt akkora befolyásuk, mint a szamdzsongszung (samjeongseung)nak. Az Állami Tanács megvitatta a legfontosabb ügyeket és tanácsot adott a királynak. A legmagasabb elérhető pozíció volt az Idzsongbu (Uijeongbu) tagjának lenni. Eleinte jutalmul kapták a pozíciót a királytól, legtöbbjük azonban a királyi vizsga letétele után került ide. Tagjai hosszú ideig megtartották a pozíciójukat és nagy befolyással bírtak az udvarban.